# Западнокубинский незофонт
Западнокубинский незофонт (лат. Nesophontes micrus) — вымершее млекопитающее из рода Незофонты отряда Насекомоядные.
Обитал на Кубе (в том числе на острове Хувентуд) и на Гаити. Впервые останки (часть нижней челюсти и отдельные зубы) были обнаружены в пещере в La Sierra a Hatonuevo в кубинской провинции Матансас и описаны в 1917 году Гловером Алленом (англ. Glover M. Allen). Эти и позднейшие находки на Кубе в 1999 году были датированы XIII и XIV веками.
Причины исчезновения неясны, но останки особей найдены вместе с останками крыс и мышей, и потому оно возможно связано с их интродукцией, а также с лесными пожарами.